# Scotopteryx filigrammaria
Scotopteryx filigrammaria är en fjärilsart som beskrevs av Franz Dannehl 1933. Scotopteryx filigrammaria ingår i släktet backmätare, och familjen mätare. Inga underarter finns listade.